# Петер Люстіг
Петер Фріц Люстіг (27 жовтня 1937, Вроцлав — 23 лютого 2016, Бомштедт) — німецький телеведучий і кіноактор. Відомим став після дитячої радіопрограми Löwenzahn (1979—1981: Pusteblume) та телепрограми «Погляд із середини» (Mittendrin).

## Життєпис
Петер Люстіг навчався на електротехніка. Ще студентом став працювати на «American Forces Network» як радіоінженер.
Помер 23 лютого 2016 року у своєму будинку в Бомштедті поблизу Гузума в оточенні своєї родини. У нього залишилися четверо дітей та дев'ятеро онуків.